# Adam Elsheimer
Adam Elsheimer (també lletrejat Ehlsheimer) fou un pintor, aiguafortista i dibuixant alemany, el qual treballà principalment a Itàlia il·lustrant en les seues obres històries preses de la literatura clàssica i de la Bíblia.

## Biografia

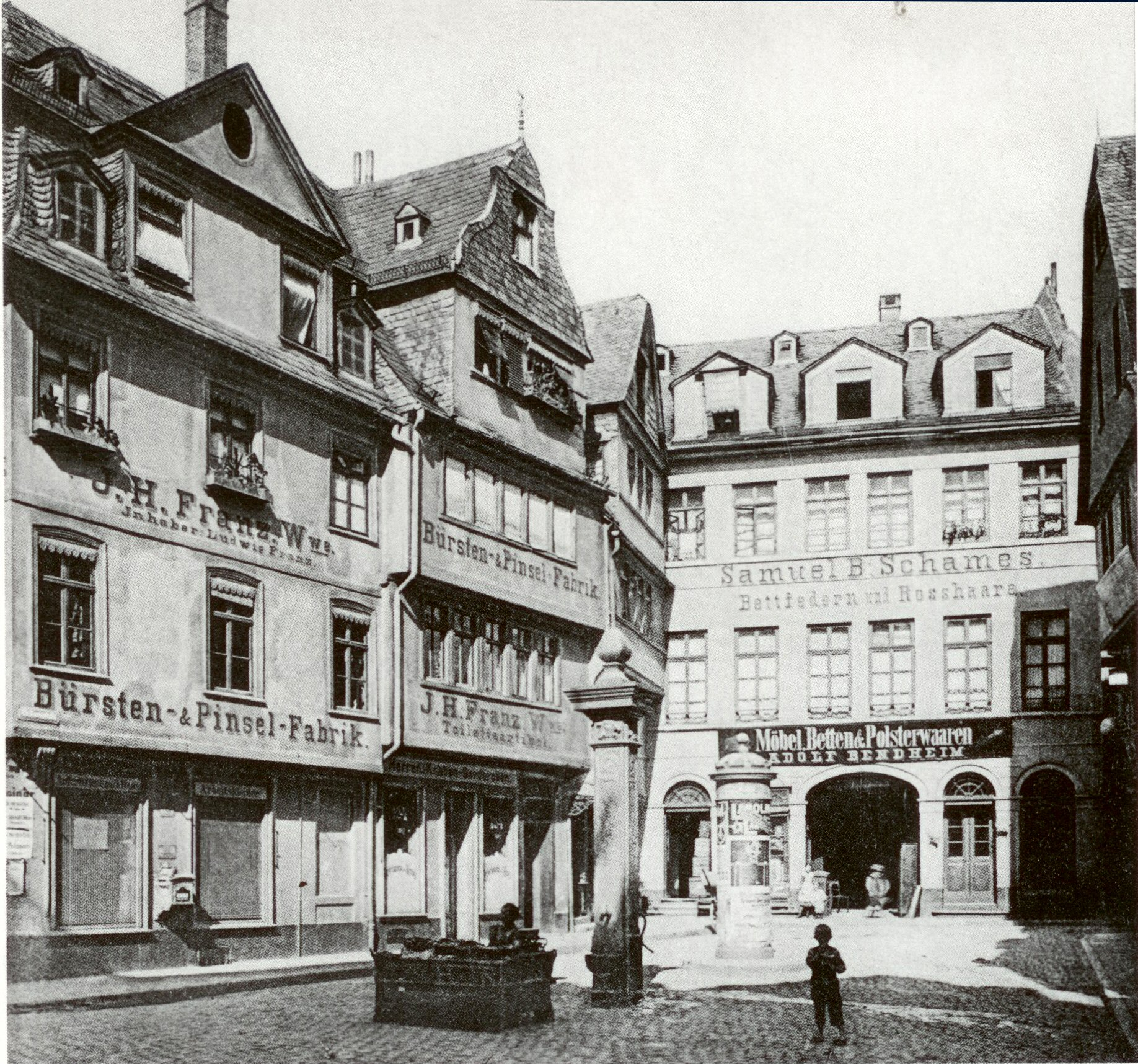
Foto de l'any 1900 de la casa on va néixer i créixer Elsheimer, la qual fou destruïda el 1944

Nascut a Frankfurt del Main, on assimilà la influència de Gillis van Coninxloo i fou deixeble de Philipp Uffenbach entre els anys 1593 i 1598, es traslladà a Itàlia el 1598. A Venècia va treballar amb el seu compatriota manierista Hans Rottenhammer i va conèixer la pintura dels grans artistes venecians del segle XVI: Ticià, Veronese i Tintoretto. A l'abril del 1600 ja es trobava a Roma, on va viure els darrers deu anys de la seua vida i on es va convertir al catolicisme. En aquesta ciutat es va especialitzar en pintures de format petit (generalment, sobre coure), les quals foren un èxit immediat. A la Ciutat Eterna va poder conèixer de primera mà les noves tendències pictòriques que recorrerien el segle acabat d'estrenar, deixant-se influir per totes elles per a produir una obra força original. D'aquesta manera, va estudiar minuciosament el classicisme dels Carracci i llur interpretació de la mitologia i del paisatge. Alhora, va rebre la poderosa empenta del caravaggisme, a través del qual va experimentar amb els grans contrastos lumínics que hom pot apreciar a les seues obres. Malgrat la seua curta vida, el seu influx va ésser poderós a través d'obres de composicions molt meditades i d'un cromatisme acurat, les quals reflecteixen la interpretació encertada que va fer tant de temes religiosos com de mitològics i paisatges. Sense això no s'entendria, per exemple, el desenvolupament posterior d'aquest gènere a través d'un dels seus millors intèrprets: Claude Lorrain.
Joachim von Sandrart diu que patia depressions i que molt sovint era incapaç de treballar. Va morir en la pobresa (fins i tot, fou empresonat per deutes) a Roma l'11 de desembre del 1610.

## Obra
El seu manierisme primerenc cedí pas a un estil més directe, en el qual mostrà una gran sensibilitat als efectes lluminosos. Les escenes nocturnes són especialment originals: mostren el millor del seu tarannà líric i es considera que fou el primer artista que representà amb precisió les constel·lacions del cel nocturn (com ara, La fugida cap a Egipte (c. 1609, Alte Pinakothek, Múnic). Pintà poques teles en què predominessin les figures (generalment, foses en una harmoniosa unitat amb llur marc paisatgístic), les quals són invariablement de dimensions reduïdes i sobre coure (l'única excepció n'és un autoretrat a la Galleria degli Uffizi de Florència, d'atribució dubtosa). Malgrat tot, llur execució exquisida els atorga una grandesa que ultrapassa les seues dimensions.
Juntament amb l'ambient tranquil i idíl·lic de escenes que pintava (en què el paisatge té una importància fonamental), el seu més gran encert fou l'estudi de la llum, de forts contrastos, el qual va incloure en les seues obres i que tantes vegades seria imitat pels pintors barrocs de la resta del segle i que, en el seu cas, es va emfatitzar pel fet d'emprar majoritàriament el coure com a suport.

### La fugida cap a Egipte

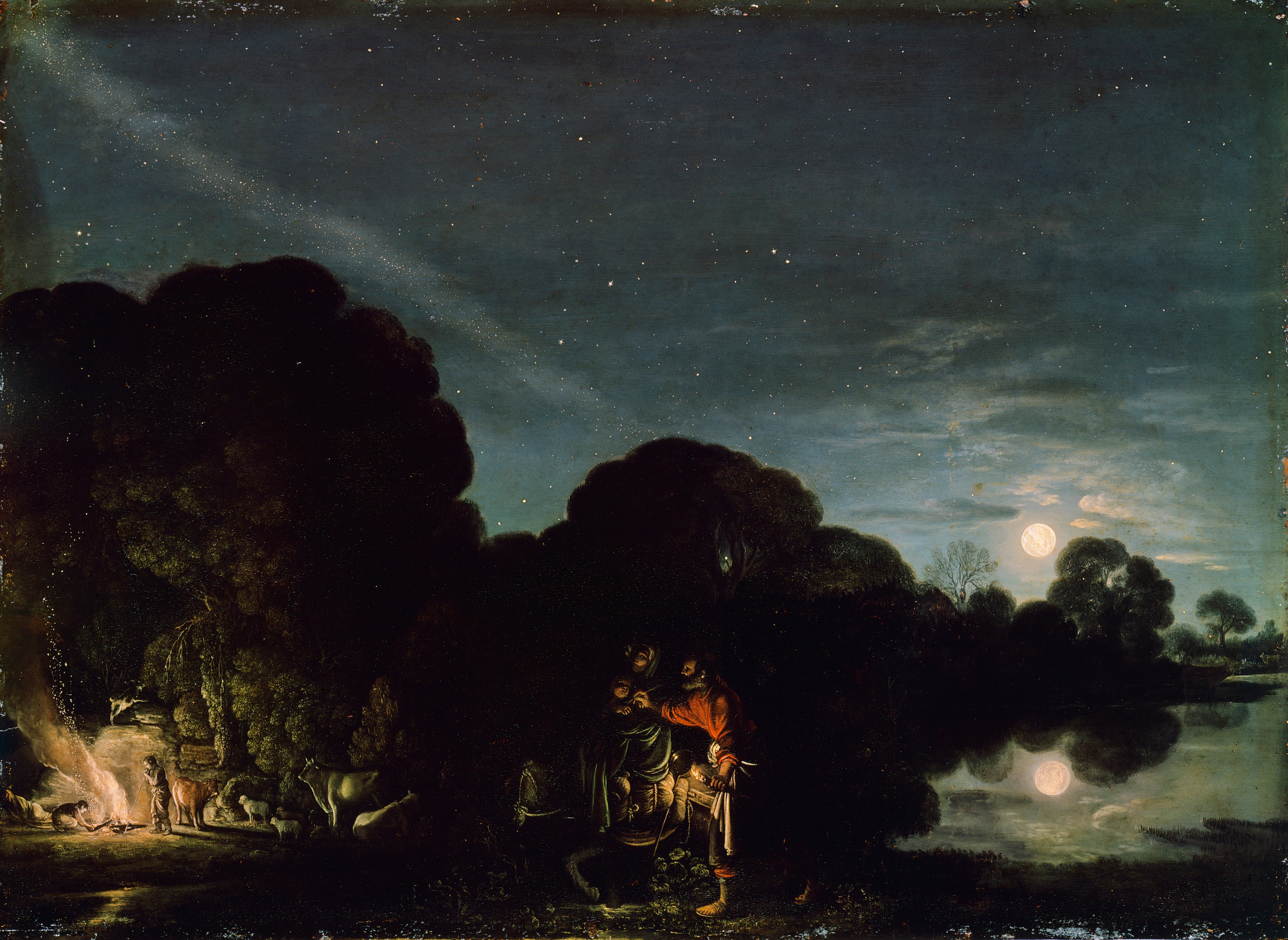
La fugida cap a Egipte (c. 1609, Alte Pinakothek, Múnic)

Aquest quadre d'Elsheimer pintat a Roma el 1609 representa la fugida a Egipte de la Sagrada Família. A l'esquerra de l'escena hom pot veure dos pastors i llurs animals al costat d'una foguera. Les figures humanes hi són secundàries, ja que l'autèntic protagonista és el cel estrellat, el qual és plasmat amb una gran habilitat: no només s'hi aprecien multitud d'estels individuals i diverses constel·lacions sinó que, per primera vegada, apareix en una obra d'art una representació realista de la nostra galàxia, la Via Làctia. Això ha suscitat un debat interessant sobre si Adam Elsheimer coneixia o no els treballs de Galileo Galilei atès que aquest astrònom va dirigir per primera vegada el seu telescopi al cel (descobrint incomptables estels prèviament desconeguts) el mateix any que Elsheimer pintava el seu famós quadre.

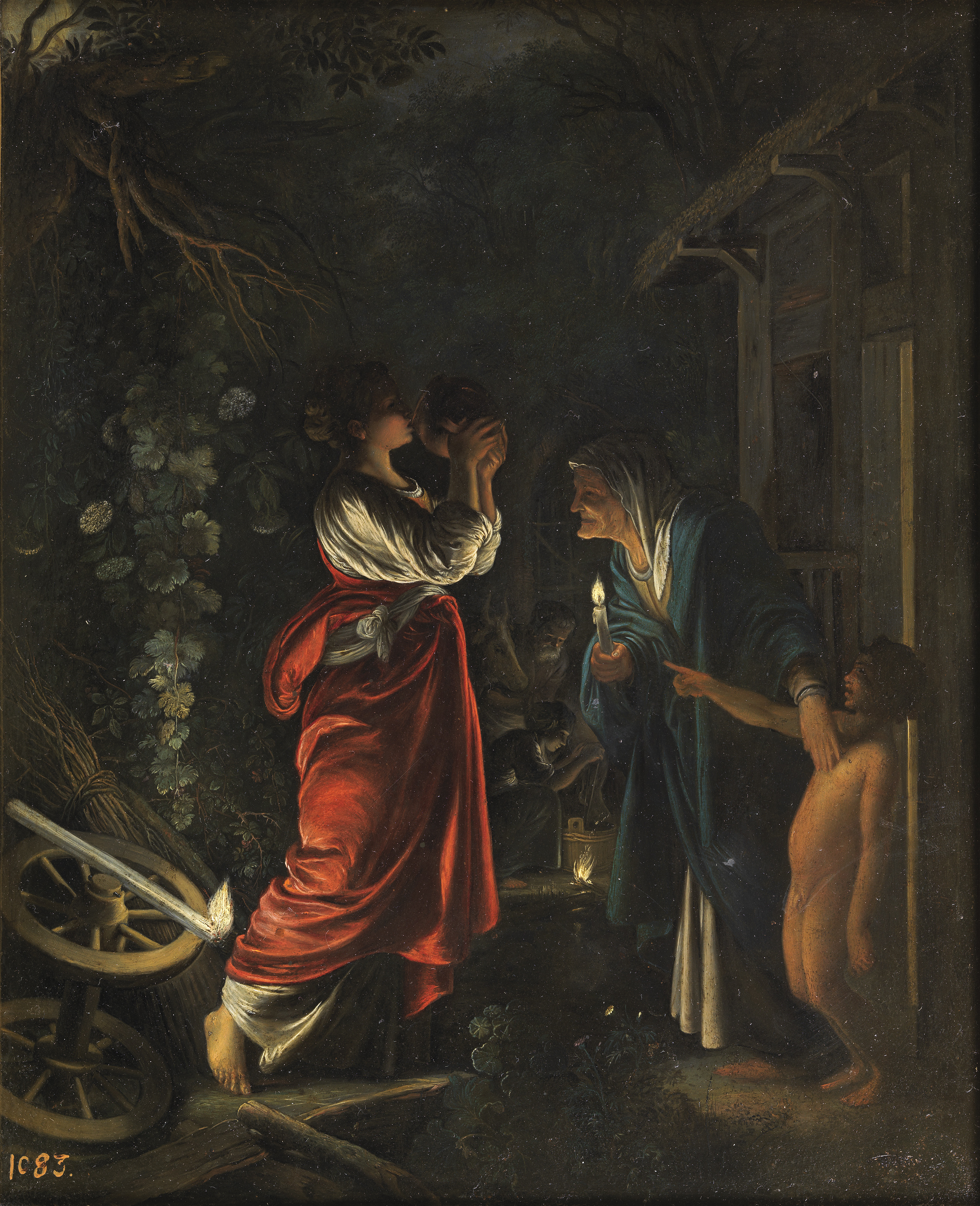
Ceres a casa d'Hècuba (cap al 1605, 30 × 25 cm, Museu del Prado, Madrid)

### Ceres a casa d'Hècuba
Elsheimer s'aprofita ací de la mitologia grega per a realitzar un dels seus precisos estudis lumínics en un paisatge nocturn. Aquesta obra pertanyia a la col·lecció privada del seu amic Rubens, la qual cosa diu molt de l'admiració i influència que va provocar Elsheimer en els més importants pintors del segle xvii. Adquirida per Felip IV de Castella, va romandre al Reial Alcàsser de Madrid fins a l'incendi del 1734.

## Llegat
Elsheimer esdevingué famós en vida i hi ha nombroses còpies contemporànies de les seues obres, ja que foren reproduïdes al gravat pel qui va ser deixeble i mecenes: l'artista flamenc comte Hendrick Goudt.
Tot i que va morir jove i la seua obra és escassa, tingué un paper rellevant en el desenvolupament de la pintura de paisatges del segle xvii, especialment a Itàlia i els Països Baixos: tant Rubens com Rembrandt pintaren La fugida cap a Egipte inspirant-se en l'obra mestra d'Elsheimer. Rubens fou amic seu i, quan Elsheimer morí, en lamentà el "pecat de peresa, el qual ha privat el món de les coses més belles". També va escriure: "Mai no he vist ningú que igualés en l'àmbit de les figures petites, dels paisatges i en molts altres temes."

## Obres destacades
- Judit i Holofernes (Portsmouth City Museum, Portsmouth)
- Santa Isabel d'Hongria portant menjar als interns d'un hospital (1598, Wellcome Library, Londres)
- Sant Cristòfol (1598-1599, l'Ermitage, Sant Petersburg)
- La Sagrada Família amb Sant Joan Baptista (1599, Gemäldegalerie, Berlín)
- El baptisme de Crist (1599, National Gallery de Londres)
- L'incendi de Troia (1600, Alte Pinakothek, Múnic)
- Sant Pau a Malta (1600, National Gallery de Londres)
- L'exaltació de la Creu (1600, Institut Städel, Frankfurt del Main)
- Sant Llorenç preparat per al martiri (1600-1601, National Gallery de Londres)
- Venus i Cupido (1600-1605, Museu Fitzwilliam, Universitat de Cambridge)
- Judit matant Holofernes (1601-1603, Apsley House, Londres)
- La lapidació de Sant Esteve (1603-1604, National Gallery of Scotland, Edimburg)
- Sant Joan Baptista (1605, Petworth House, Anglaterra)
- Sant Pere (1605, Petworth House, Anglaterra)
- Sant Tomàs d'Aquino (1605, Petworth House, Anglaterra)
- Tobies i l'àngel (1605, Petworth House, Anglaterra)
- Sant Pau (1605, Petworth House, Anglaterra)
- Sant Joan Evangelista (1605, Petworth House, Anglaterra)
- La Verge i Santa Anna (1605, Petworth House, Anglaterra)
- Sant Josep i el Nen Jesús (1605, Petworth House, Anglaterra)
- Autoretrat (1606-1607, Galleria degli Uffizi, Florència)
- Il Contento (1607, National Gallery of Scotland, Edimburg)
- Apol·lo i Coronis (1607-1608, Walker Art Gallery, Liverpool)
- Júpiter i Mercuri a casa de Filemó i Baucis (1609, Gemäldegalerie Alte Meister, Dresden)
- La fugida cap a Egipte (c. 1609, Alte Pinakothek, Múnic)[16]

## Galeria d'imatges

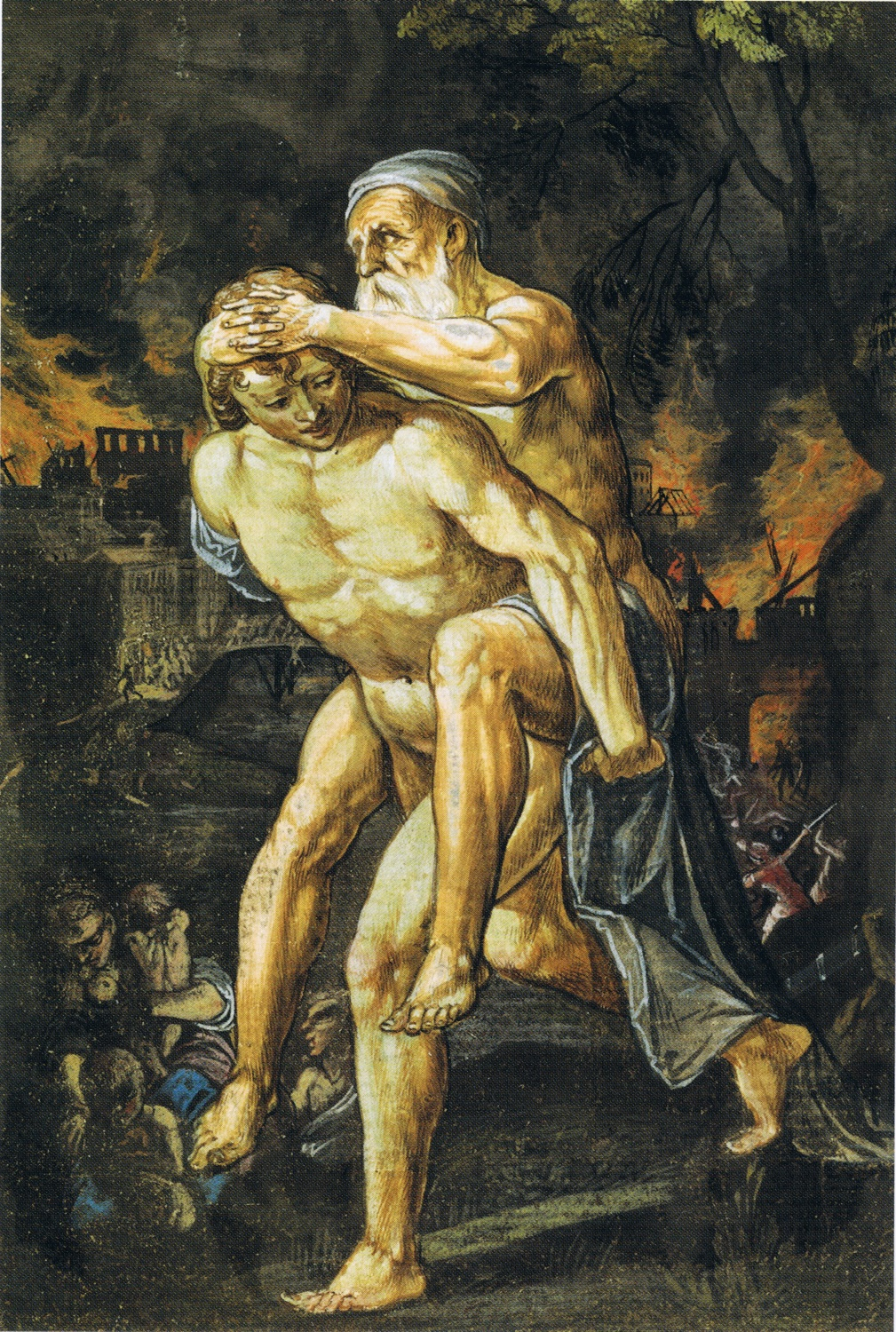
Enees salvant Anquises de l'incendi de Troia (14'3 × 9'7 cm, col·lecció privada, Berlín)
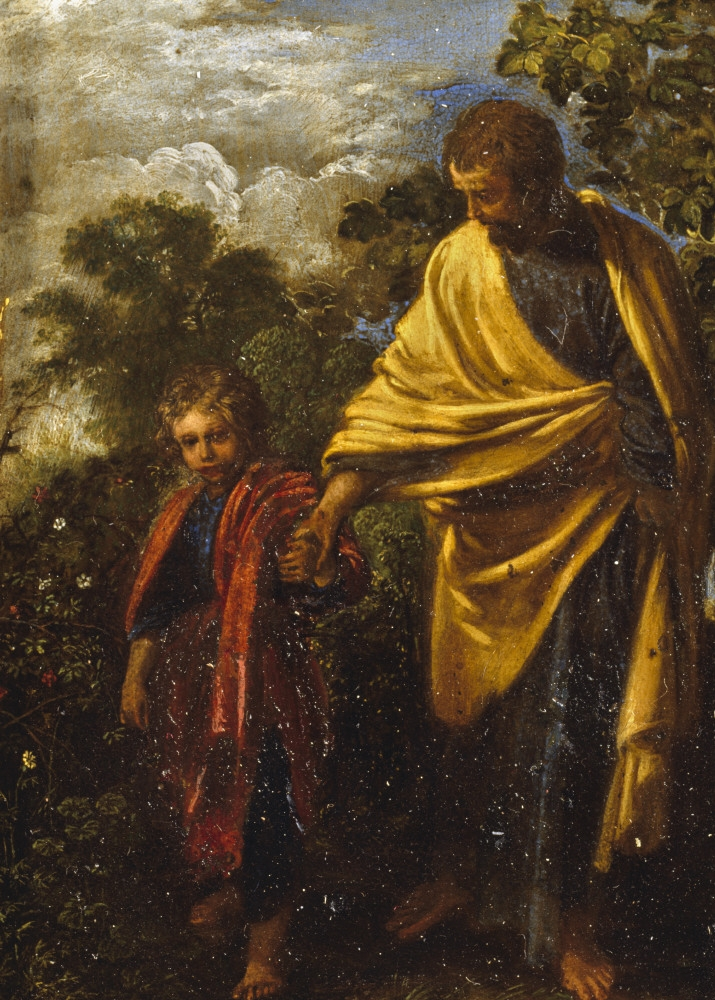
Sant Josep i el Nen Jesús (1605, 9 × 7 cm, Petworth House, Anglaterra)
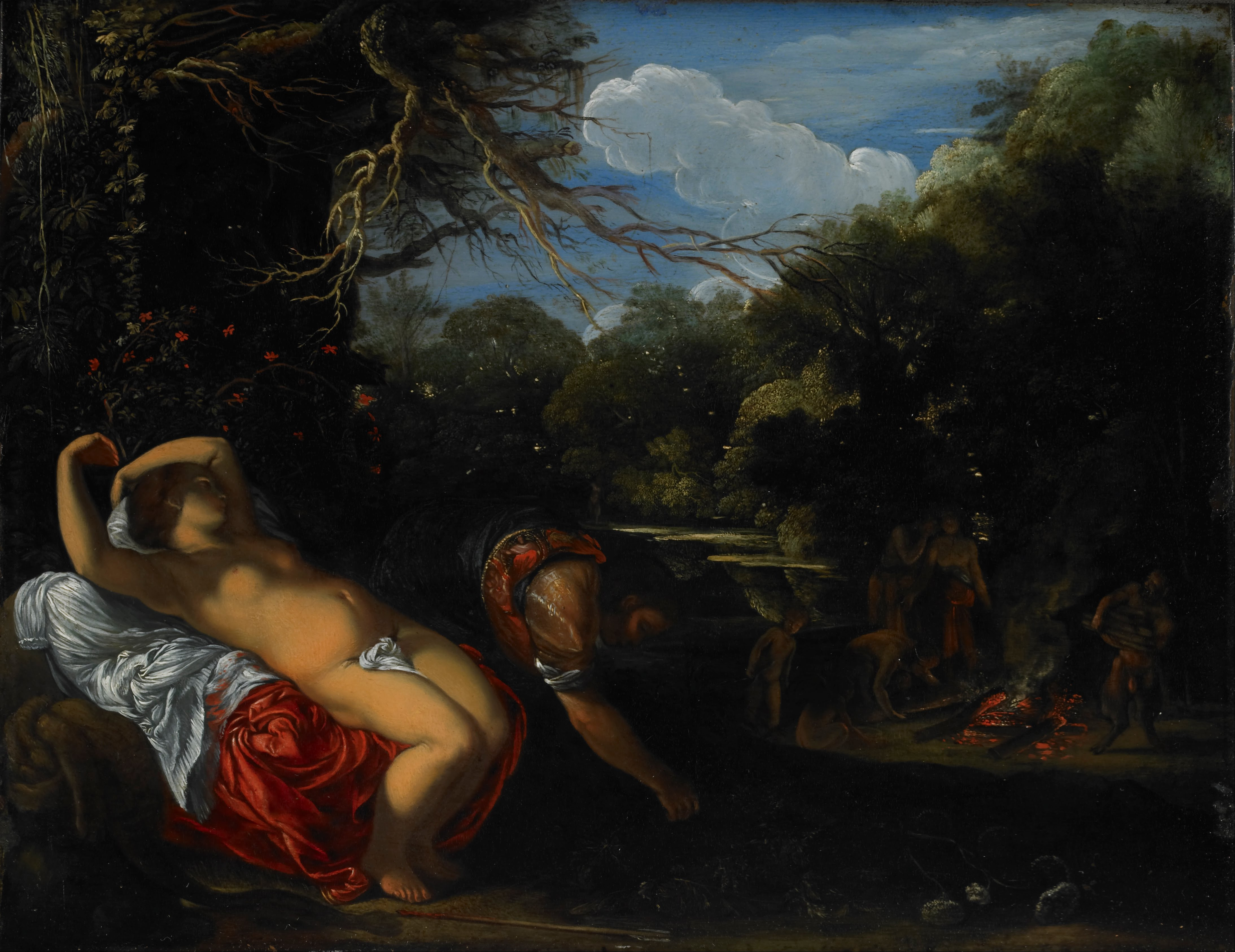
Apol·lo i Coronis (1606-1608, 12'6 × 17'4 cm, Walker Art Gallery, Liverpool)
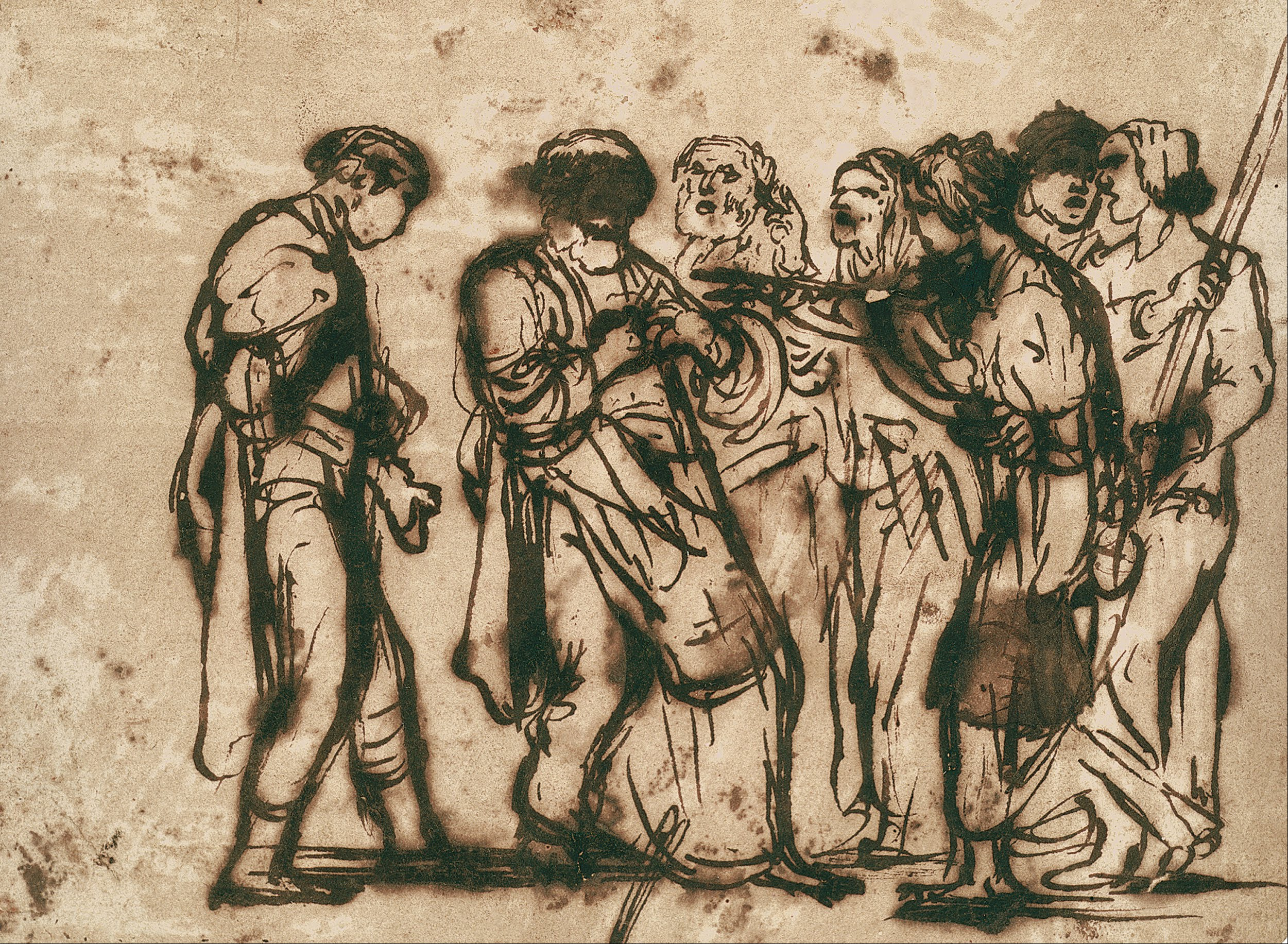
la negació de Sant Pere (1600-1605, 16'7 × 12'5 cm, Institut Städel, Frankfurt del Main)
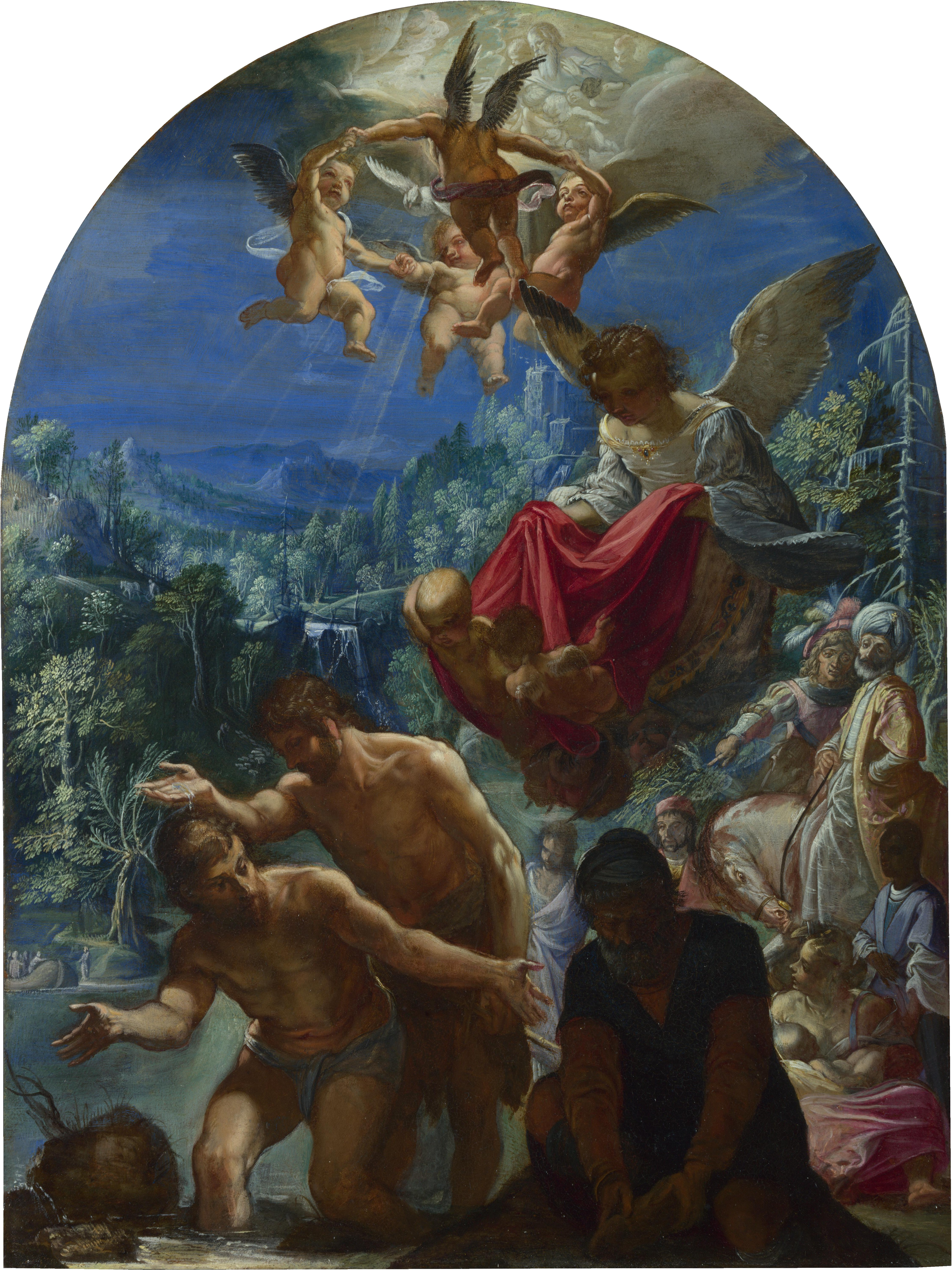
El baptisme de Crist (cap al 1599, 28'1 × 21 cm, National Gallery de Londres)
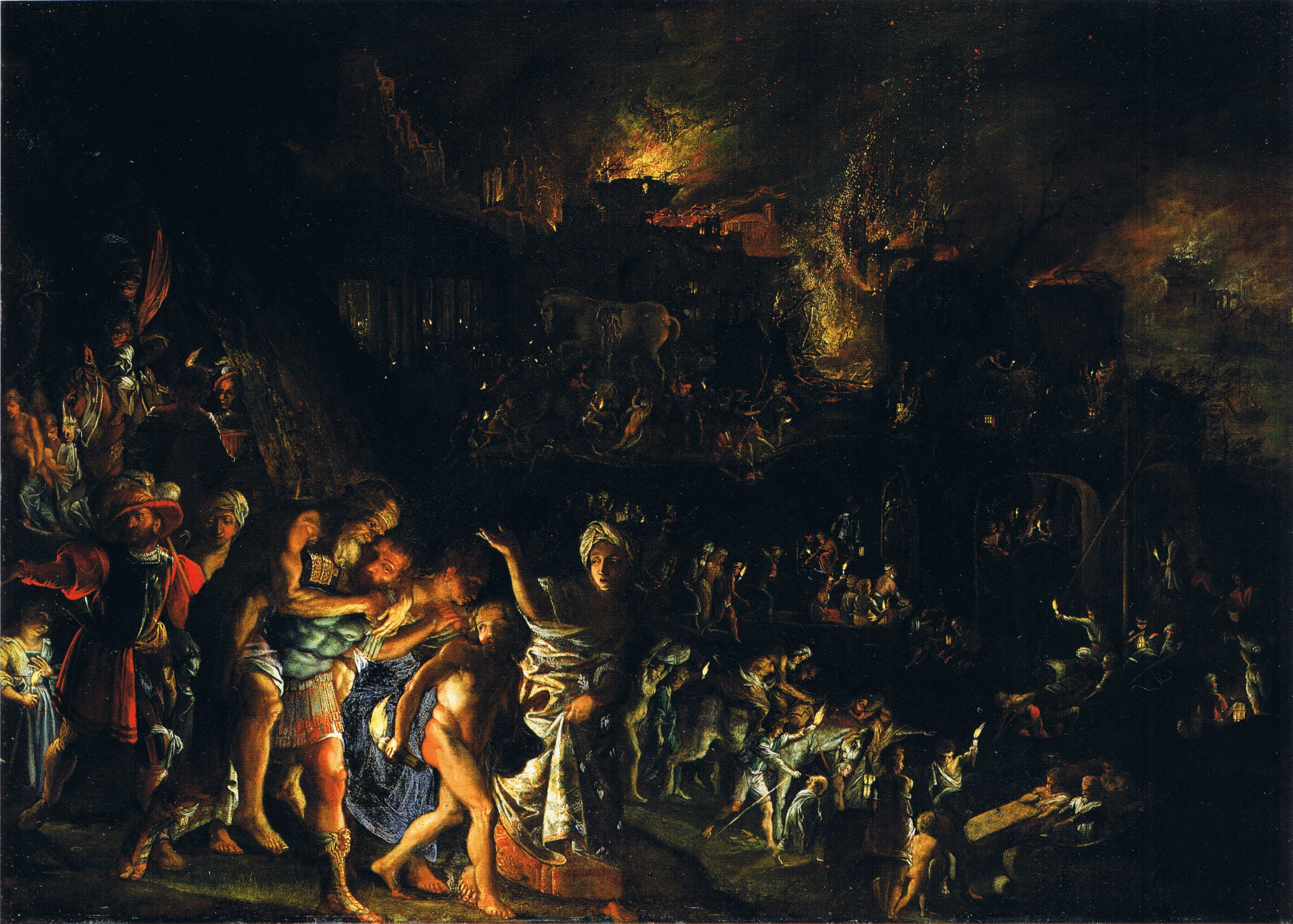
L'incendi de Troia (c. 1600-1601, 36 × 50 cm, Alte Pinakothek, Múnic)
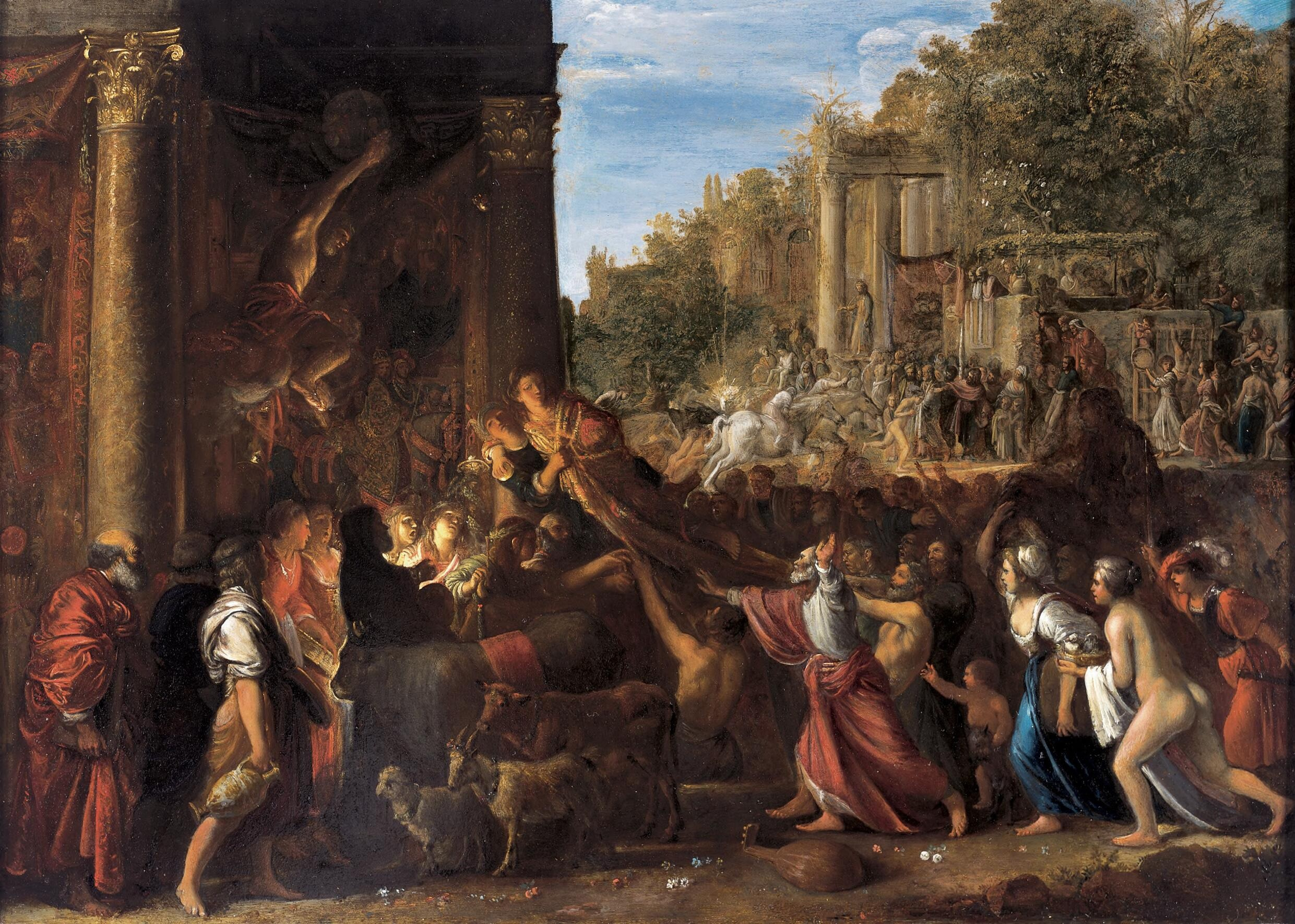
Il Contento (cap al 1607, 30 × 42 cm, National Gallery of Scotland, Edimburg)
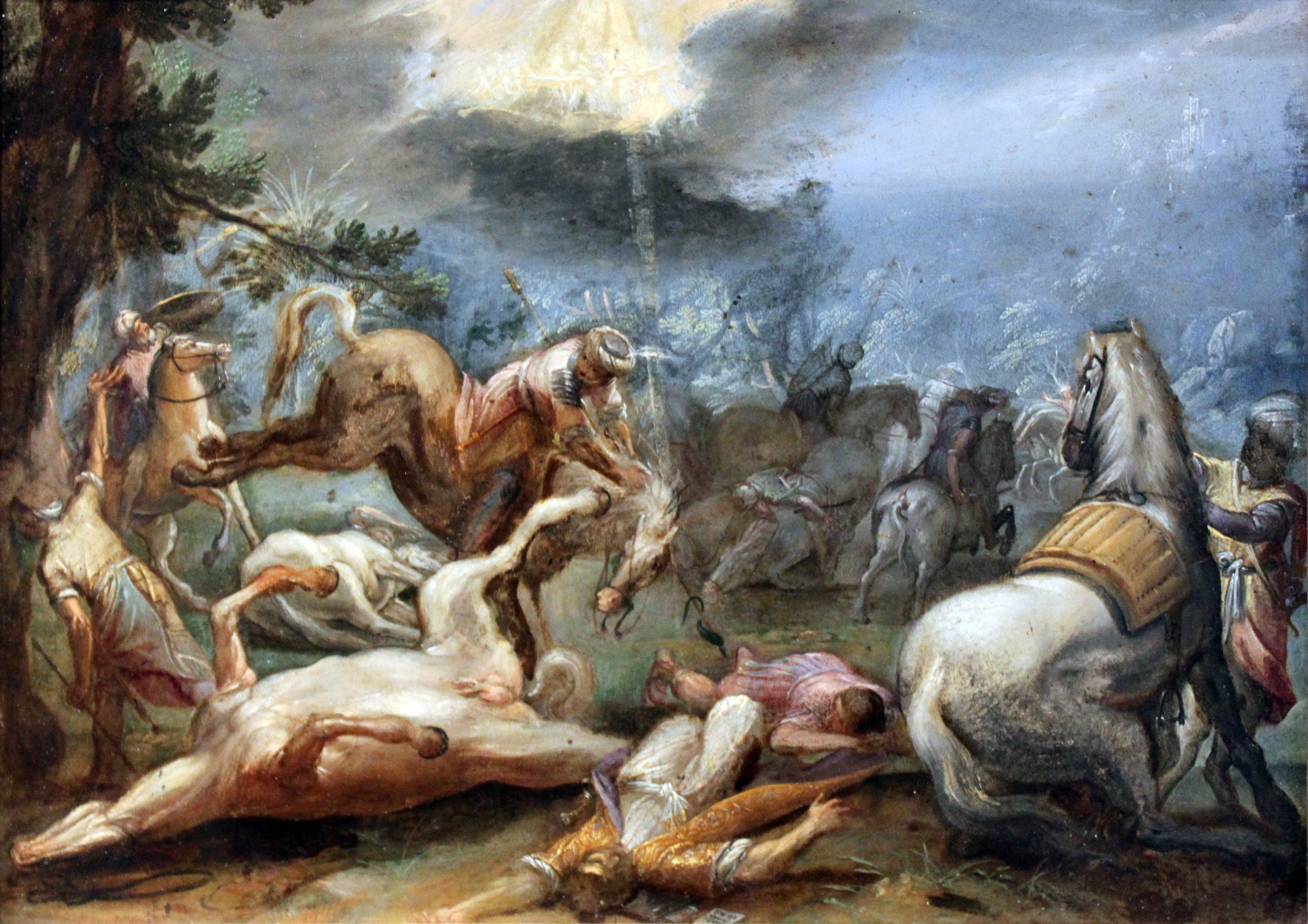
La conversió de Pau (cap al 1598, 19'6 × 24'9 cm, Institut Städel, Frankfurt del Main)
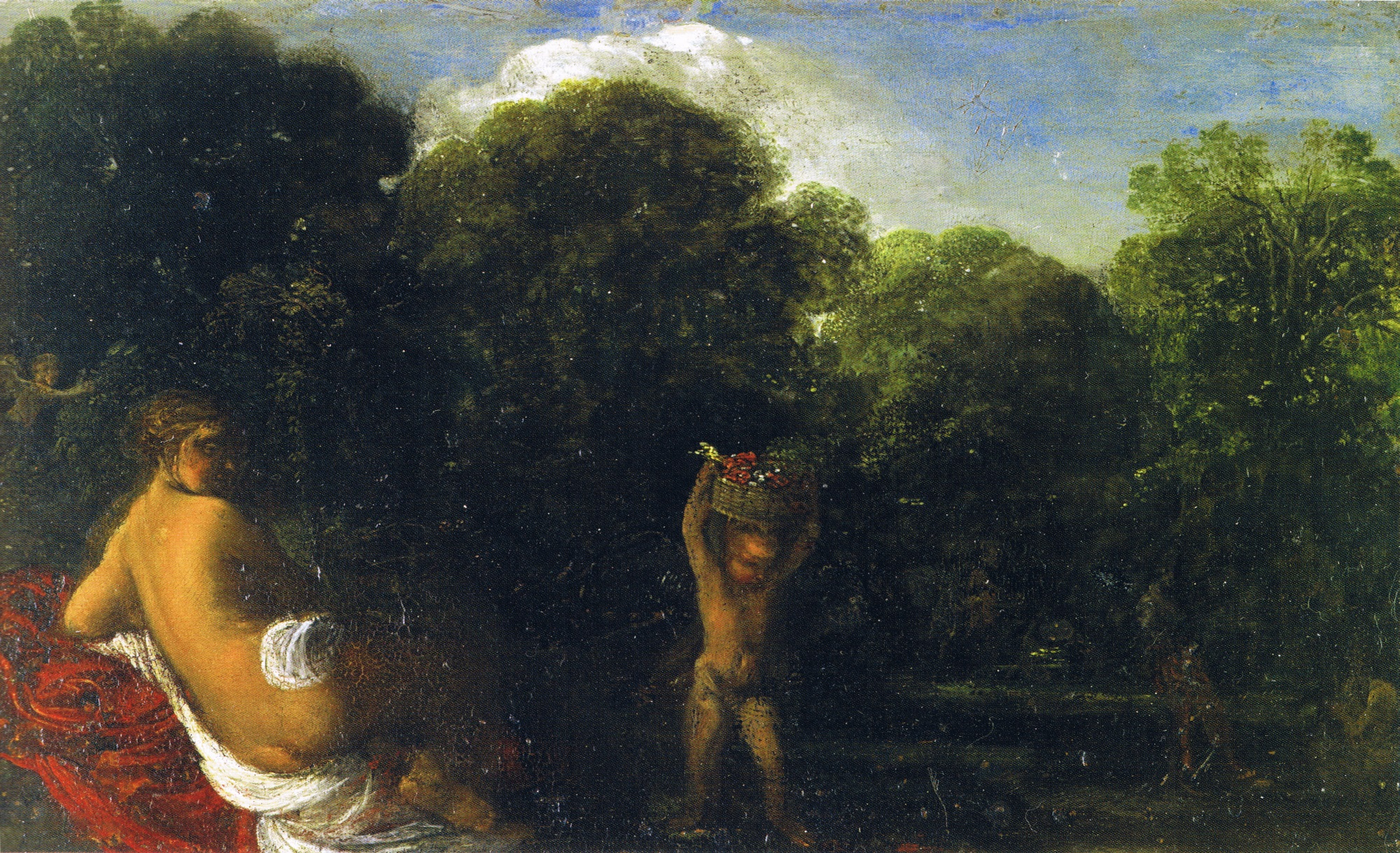
Venus i Cupido (1600-1605, Fitzwilliam Museum, Universitat de Cambridge)
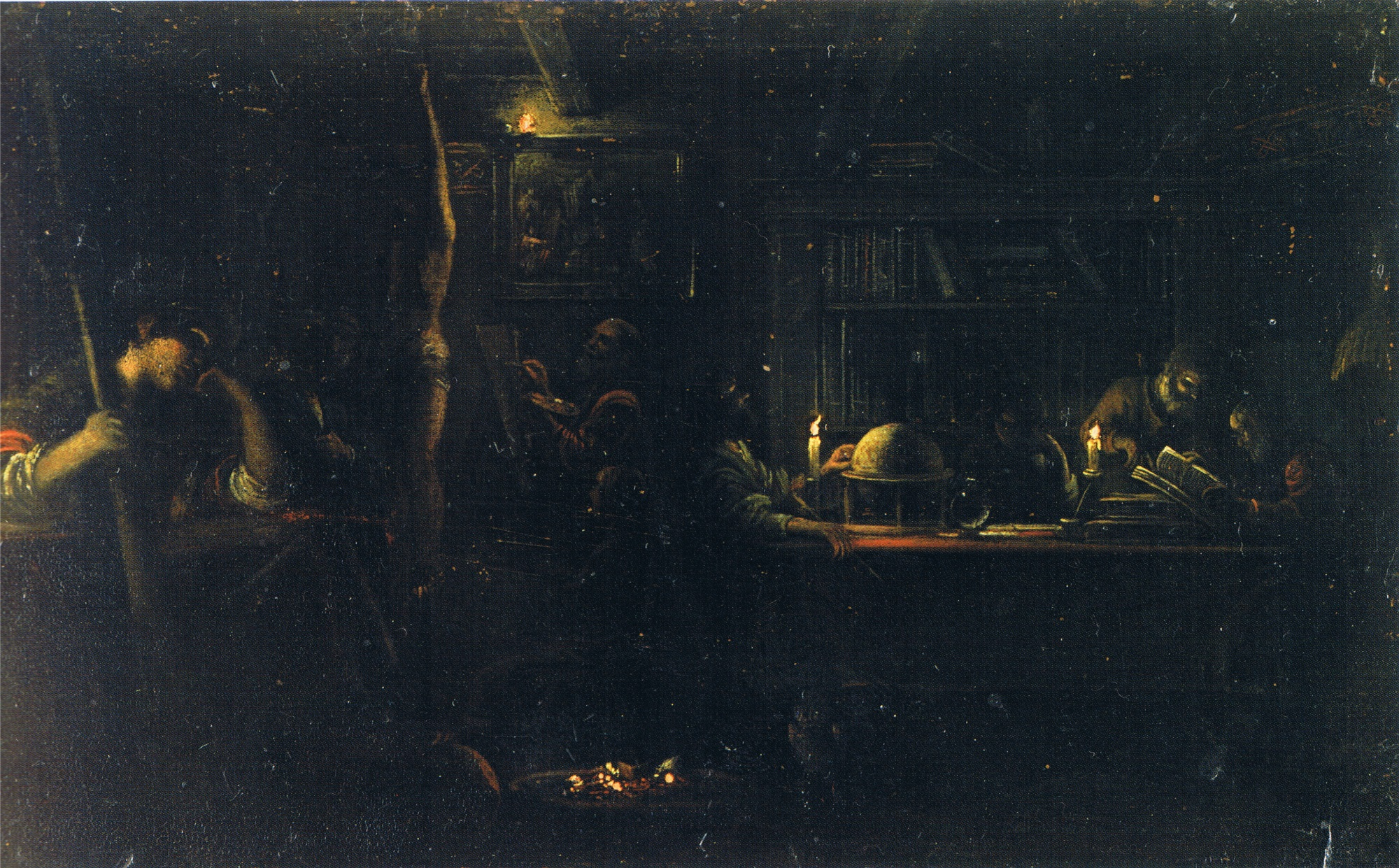
Minerva com a patrona de les Arts i de les Ciències (cap al 1600—1605, 8'6 × 14'6 cm, Fitzwilliam Museum, Universitat de Cambridge)
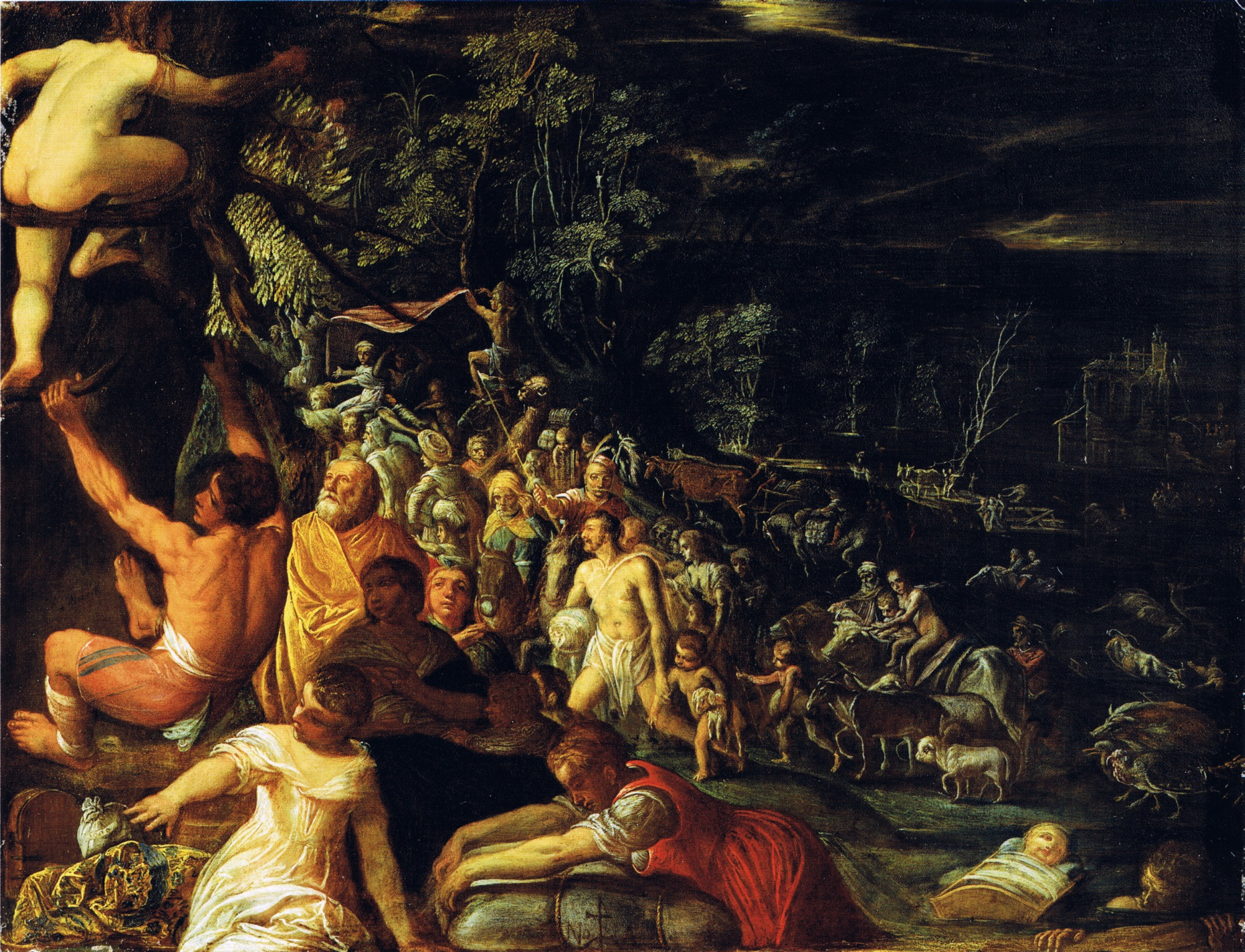
El diluvi universal (cap al 1600, 26'5 × 34'8 cm, Institut Städel, Frankfurt del Main)
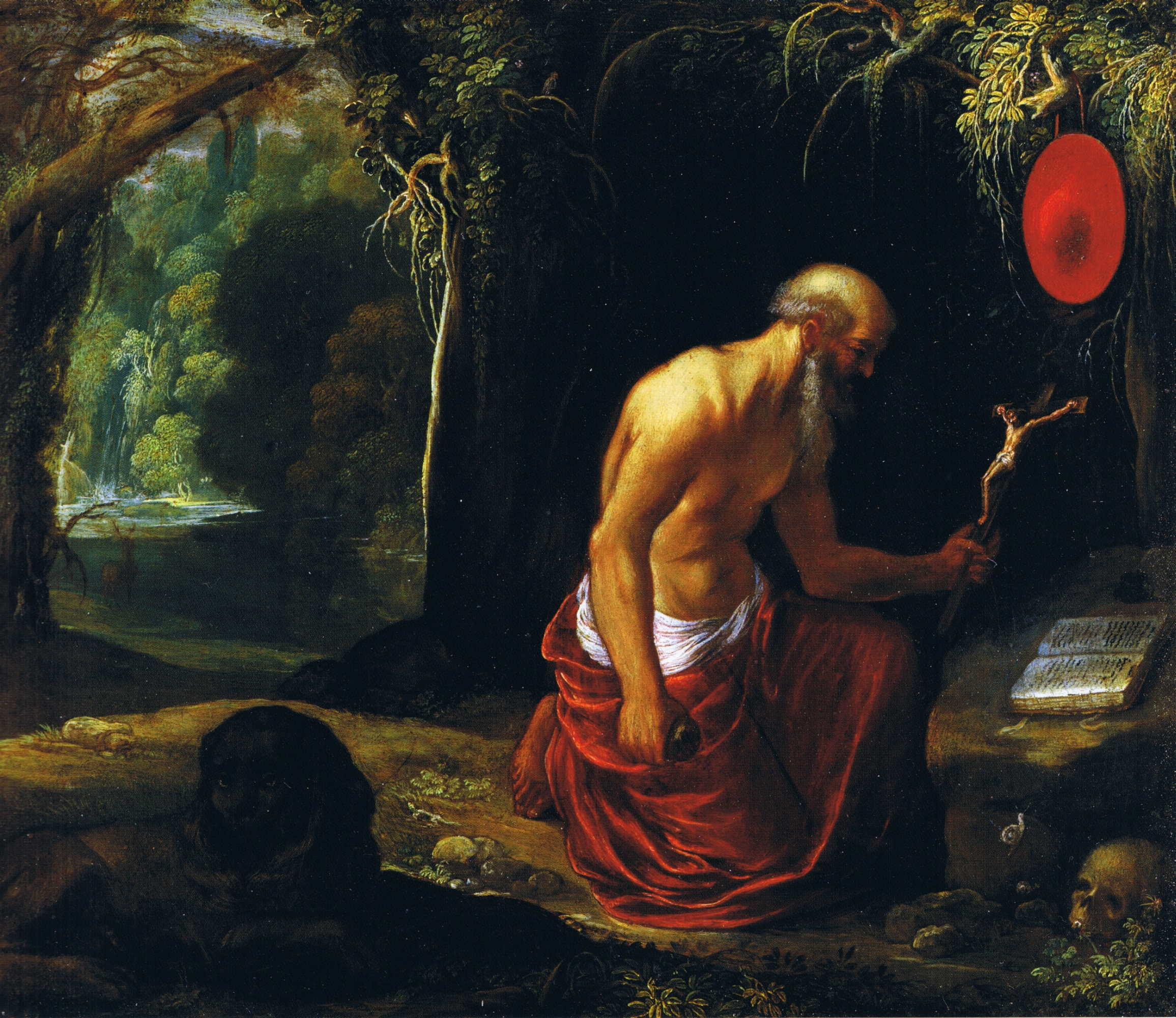
Sant Jeroni al desert (13'3 × 16'2 cm, col·lecció privada)
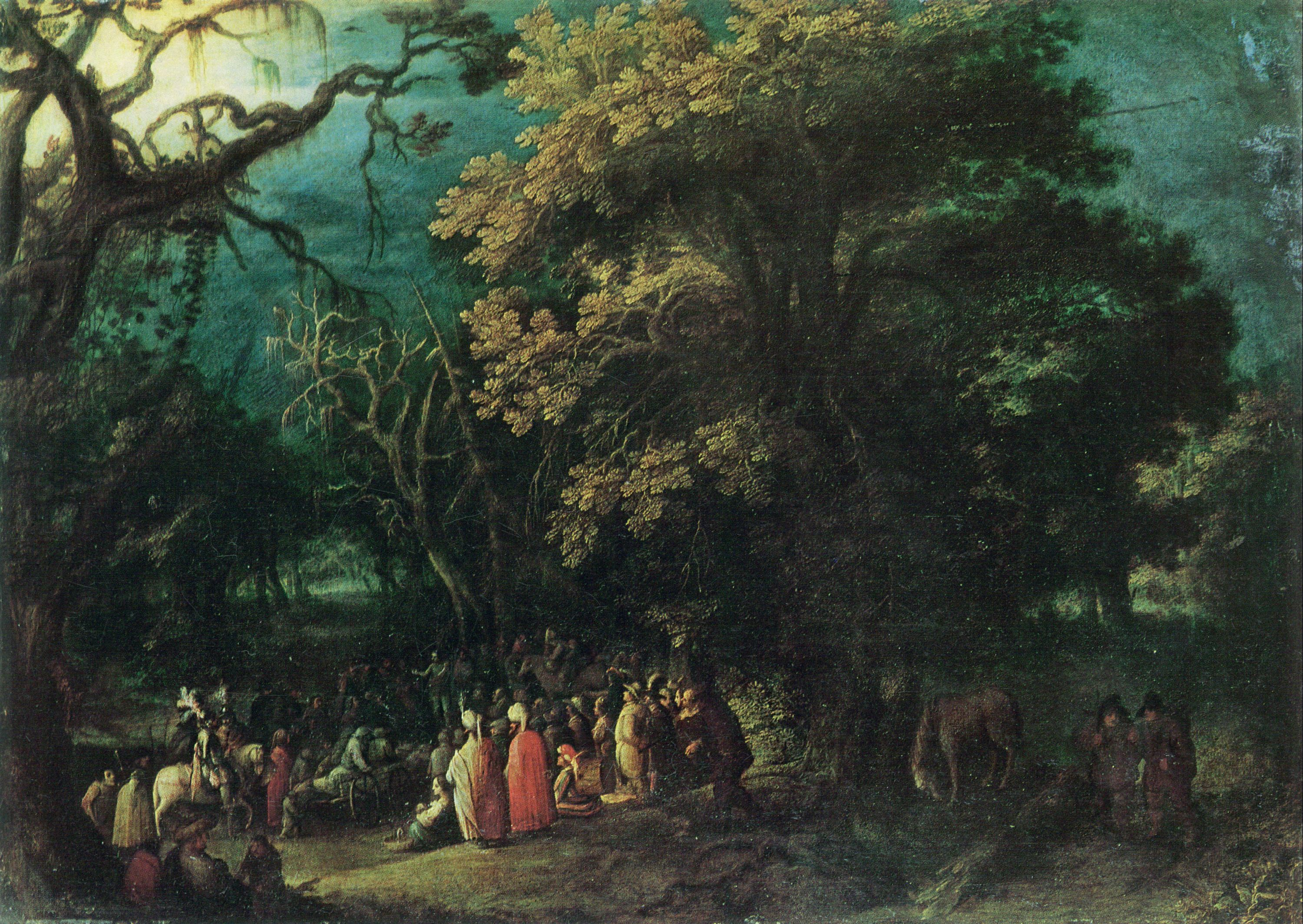
El Sermó de Sant Joan Baptista (cap al 1598, 33'1 × 46'1 cm, Hamburger Kunsthalle, Hamburg)
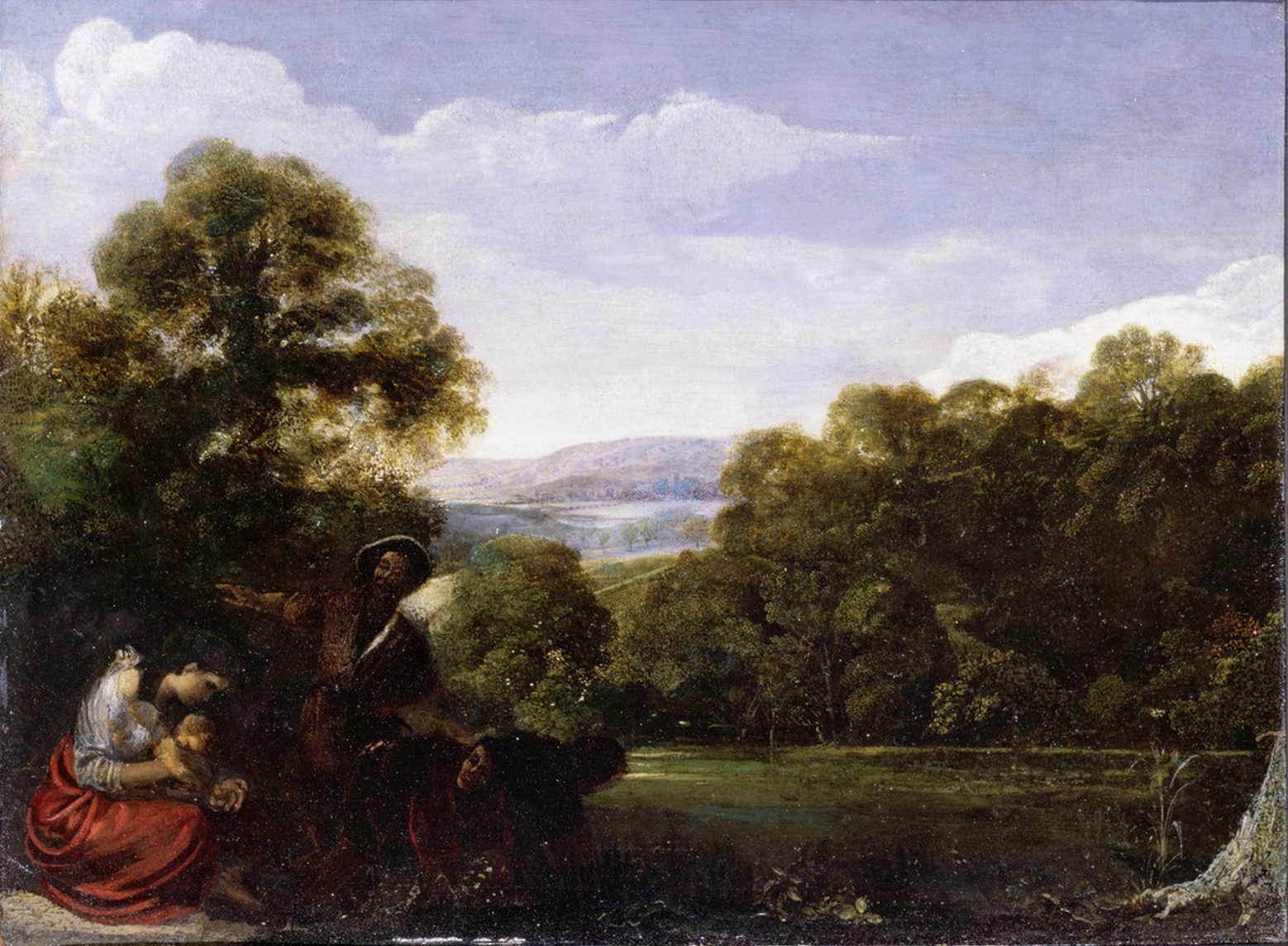
Latona i els camperols de Lícia (c. 1607/1608, 16'9 × 22'7 cm, Wallraf-Richartz Museum, Colònia)
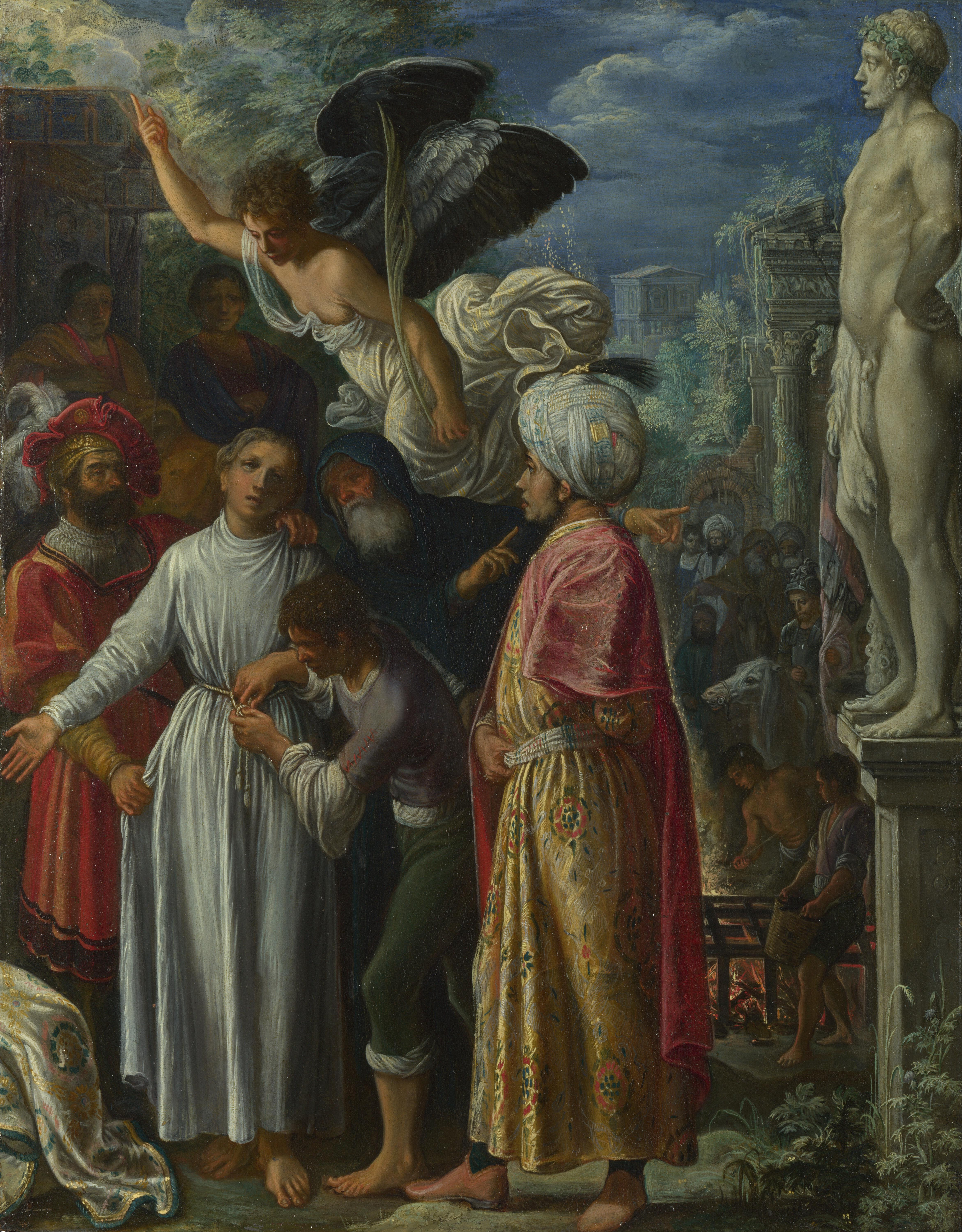
Sant Llorenç preparat per al martiri (1600-1601, National Gallery de Londres)
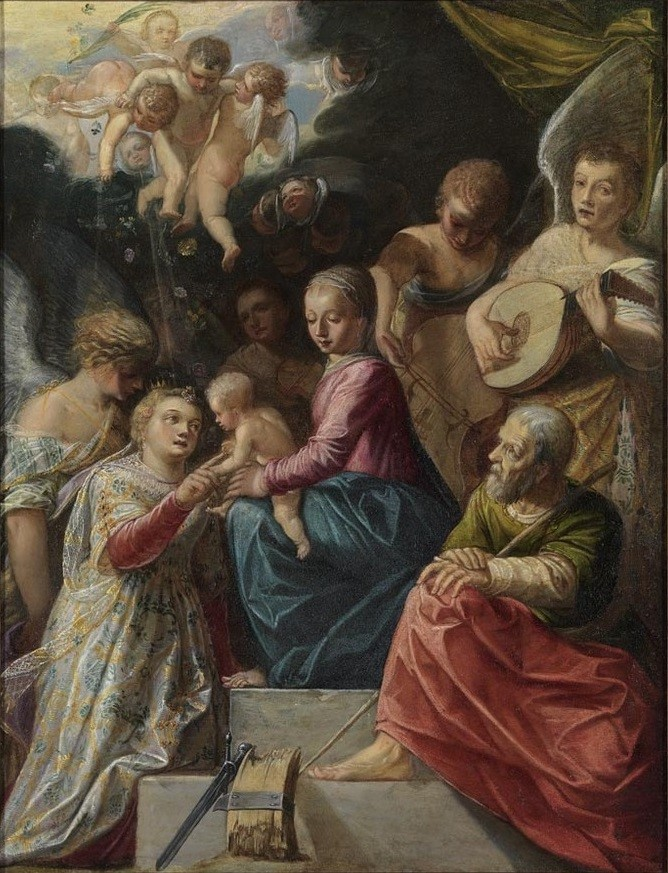
El casament místic de Santa Caterina (1598/1599, 34 × 26'5 cm, Alte Pinakothek, Múnic)
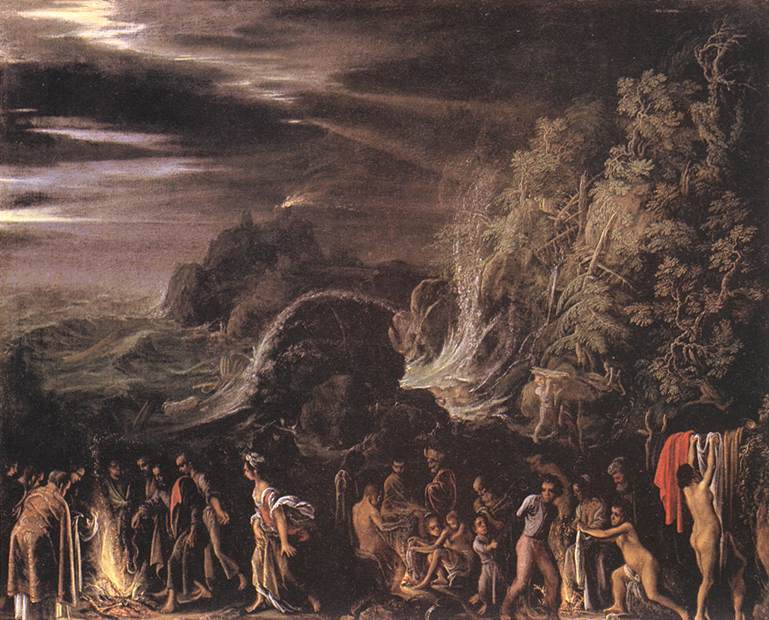
Sant Pau a Malta (1600, National Gallery de Londres)
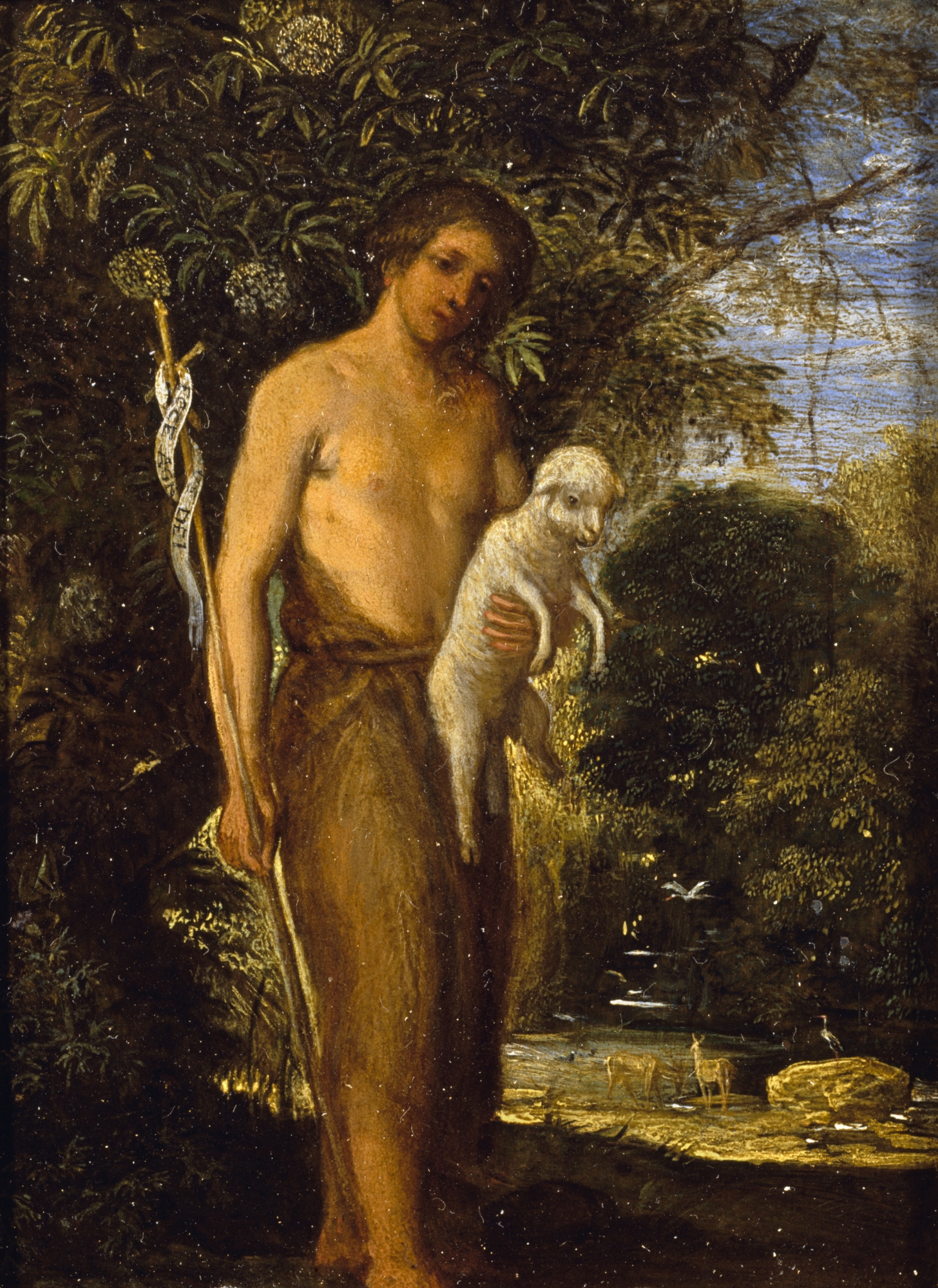
Sant Joan Baptista (1605, Petworth House, Anglaterra)
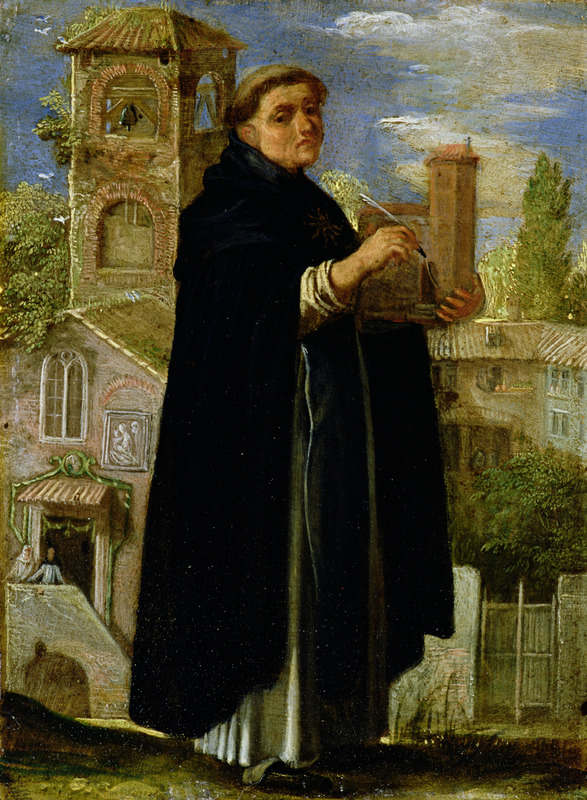
Sant Tomàs d'Aquino (1605, Petworth House, Anglaterra)
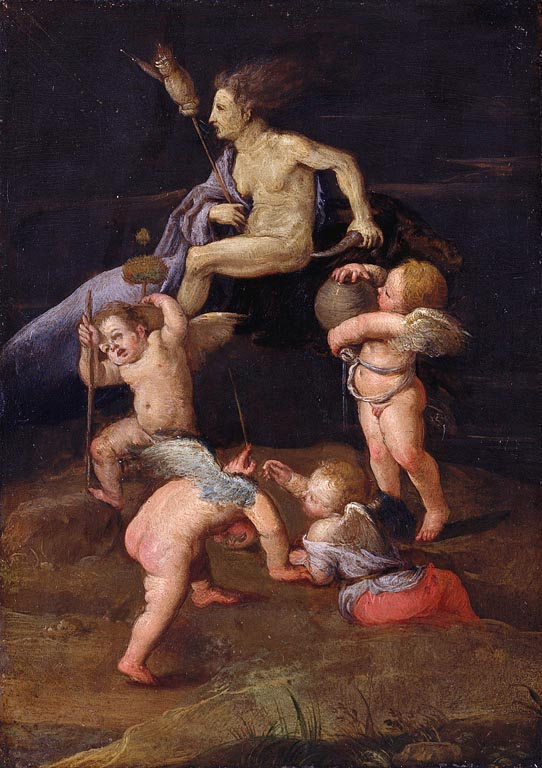
Una bruixa amb cupidos (cap al 1596-1598, 13'6 × 9'9 cm, Royal Collection, castell de Windsor)
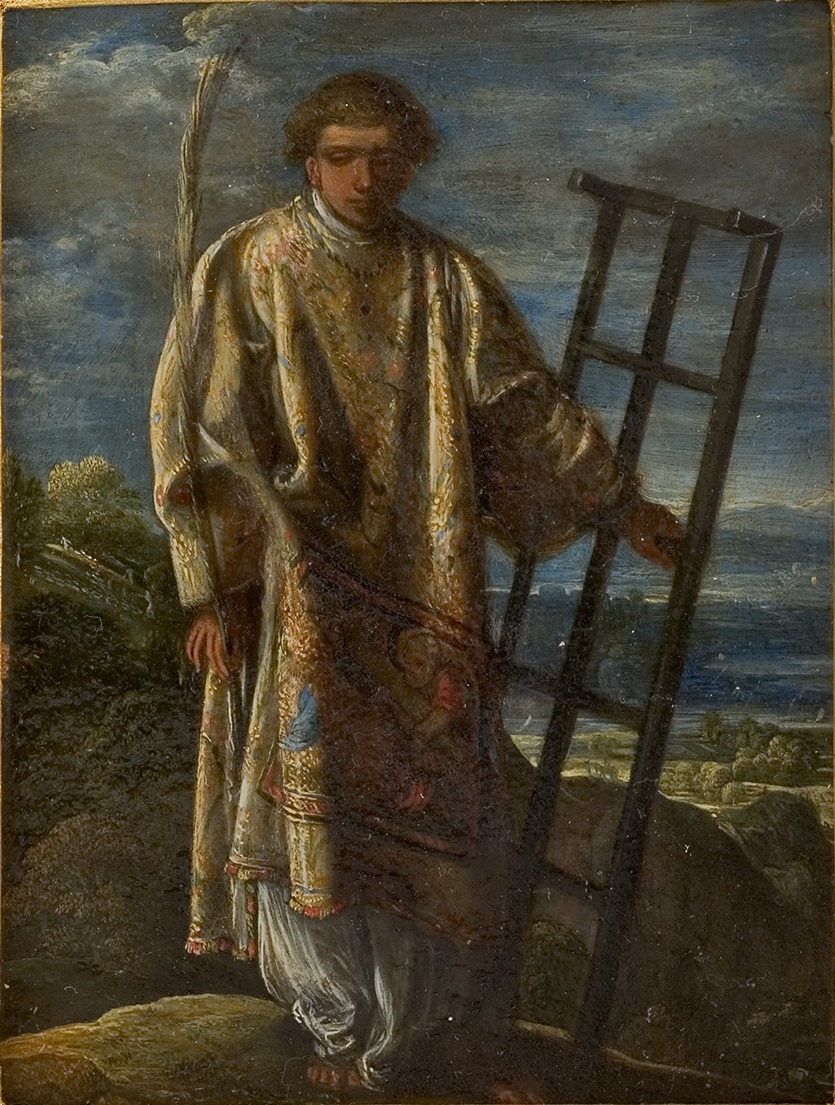
Sant Llorenç (cap al 1605, 9 × 7 cm, Museu Fabre, Montpeller)